# Cesare Barbetti
Cesare Barbetti (Palermo, 29 settembre 1930 – Lucca, 13 settembre 2006) è stato un attore, doppiatore e direttore del doppiaggio italiano.

## Biografia

Cesare Barbetti con Alanova nel film La freccia nel fianco (1945)

Figlio di attori, nasce su una nave ancorata a Palermo, nel settembre del 1930. Esordisce al cinema a soli quattro anni nel film Il cappello a tre punte di Mario Camerini, dove interpreta il figlio del governatore. Tra il 1935 e il 1945 ha una carriera importante di attore bambino, culminata nell'interpretazione del personaggio di Marco nel film Dagli Appennini alle Ande (1943).
Successivamente, verso la metà degli anni cinquanta si dedica al doppiaggio, entrando a far parte della C.D.C. (Cooperativa Doppiatori Cinematografici), la più famosa società di doppiaggio d'Italia. Qui diventerà uno dei massimi esponenti del doppiaggio italiano, pur continuando con una certa frequenza anche la carriera di attore televisivo e cinematografico, lavorando a più riprese col regista Pupi Avati, in particolare.
Nel campo del doppiaggio è noto soprattutto per essere stato il doppiatore principale di Robert Redford, nonché per aver prestato la propria voce a Robert Duvall, Steve McQueen, Bruce Lee, Warren Beatty, Kevin Kline, Dean Jones, Dick Van Dyke e Steve Martin in alcune significative interpretazioni, Roger Moore nella serie Attenti a quei due e nel film I 4 dell'Oca selvaggia, William Shatner in Boston Legal, David Soul nel ruolo del sergente Ken Hutch in Starsky & Hutch, Guy Williams in Zorro, Jim Hutton nel telefilm Ellery Queen e Jon Voight in Mission: Impossible, Anaconda e Heat - La sfida.
Tra gli altri attori doppiati vi sono Anthony Hopkins in The Elephant Man, Il Bounty e Dracula di Bram Stoker, Jack Nicholson in Chinatown, Michael Caine in Fuga per la vittoria, Ray Liotta in Quei bravi ragazzi, Jack Lemmon in JFK - Un caso ancora aperto, Martin Sheen, Rutger Hauer, Christopher Walken, Jacques Perrin, Paul Newman e William Hurt.
È morto a Lucca il 13 settembre 2006, all'età di 75 anni, a causa di un ictus derivante da un incidente stradale avuto due mesi prima, mentre si stava dirigendo a Carrara per ritirare il Leggio d'oro alla carriera. È sepolto a Roma nel  Cimitero Flaminio.

## Filmografia

### Cinema

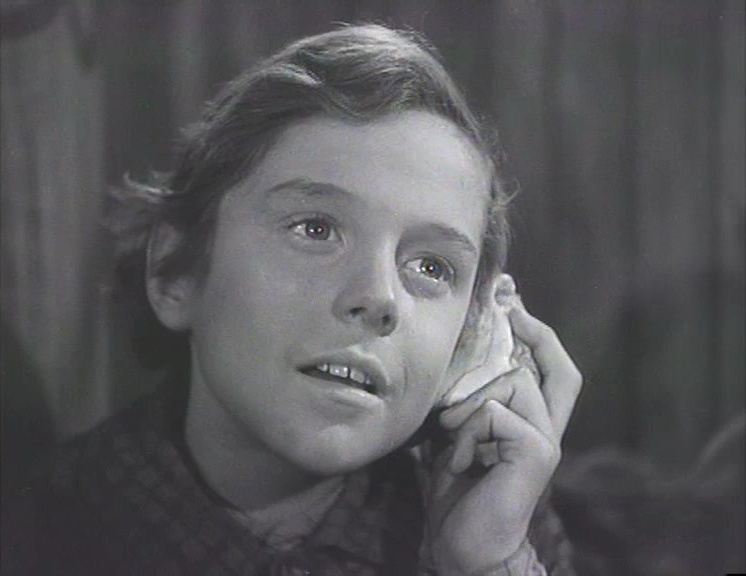
Cesare Barbetti in Dagli Appennini alle Ande (1943)

- Il cappello a tre punte, regia di Mario Camerini (1934) - non accreditato
- Darò un milione, regia di Mario Camerini (1935) - non accreditato
- Melodie eterne, regia di Carmine Gallone (1940)
- I promessi sposi, regia di Mario Camerini (1941) - non accreditato
- Voglio vivere così, regia di Mario Mattoli (1942)
- L'uomo venuto dal mare, regia di Belisario Randone (1942)
- La contessa Castiglione, regia di Flavio Calzavara (1942)
- Dagli Appennini alle Ande, regia di Flavio Calzavara (1943)
- L'angelo bianco, regia di Giulio Antamoro, Federico Sinibaldi e Ettore Giannini (1943)
- All'ombra della gloria, regia di Pino Mercanti (1945)
- La freccia nel fianco, regia di Alberto Lattuada e Mario Costa (1945)
- La leggenda di Faust, regia di Carmine Gallone (1948)
- La grande rinuncia, regia di Aldo Vergano (1951)
- Messalina, regia di Carmine Gallone (1951)
- Guerra e pace (War and Peace), regia di King Vidor (1956) - non accreditato
- Il delitto Matteotti, regia di Florestano Vancini (1973)
- Zeder, regia di Pupi Avati (1983)
- Una gita scolastica, regia di Pupi Avati (1983)
- Impiegati, regia di Pupi Avati (1985)
- Festa di laurea, regia di Pupi Avati (1985)
- D'Annunzio, regia di Sergio Nasca (1987)
- Ultimo minuto, regia di Pupi Avati (1987)
- Stanno tutti bene, regia di Giuseppe Tornatore (1990)

### Televisione
- I racconti di padre Brown, regia di Vittorio Cottafavi – miniserie TV (1971)
- Come un uragano, regia di Silverio Blasi – miniserie TV (1971)
- L'esperimento, regia di Dante Guardamagna – film TV (1971)[5]
- Agostino d'Ippona, regia di Roberto Rossellini – miniserie TV (1972)
- L'assassinio dei fratelli Rosselli, regia di Silvio Maestranzi – miniserie TV (1974)
- Luigi Ganna detective, regia di Maurizio Ponzi – miniserie TV (1979)
- La piovra 2, regia di Florestano Vancini – miniserie TV (1986)
- Pronto soccorso, regia di Francesco Massaro – miniserie TV (1992)
- La scalata, regia di Vittorio Sindoni – miniserie TV (1993)
- Voci notturne, regia di Fabrizio Laurenti – miniserie TV (1995)
- Don Matteo – serie TV, episodio 4x10 (2004)
- Carabinieri – serie TV, episodio 3x08 (2004)

## Radio

### Prosa radiofonica Rai
- F.B. radiodramma di Enrique Suarez De Deza, regia di Alberto Perrini, trasmesso il  6 marzo 1954
- I giorni della vita, di William Saroyan, regia di Marco Visconti, trasmessa il 5 dicembre 1955
- Enrico di Ofterdingen, di Novalis, regia di Pietro Masserano Taricco, trasmessa il 19 febbraio 1956
- Il verbo, di Kai Munk, regia di Pietro Masserano Taricco, trasmessa il 17 maggio 1957
- Tre quarti di luna, commedia di Luigi Squarzina, regia di Pietro Masserano Taricco, trasmessa il 4 gennaio 1961

### Sceneggiati radio
- Sceneggiato: Domino (Radio2 Rai, 1998), nel ruolo di Cesare Serpieri
- Audio-sceneggiato: Chi ha ucciso William Shakespeare? (1999), di Francesca Draghetti
- Sceneggiato: Jolanda, la figlia del Corsaro Nero (Radio2 Rai, 2006)

## Doppiaggio

### Cinema
- Robert Redford in Caccia di guerra, Situazione disperata ma non seria, Lo strano mondo di Daisy Clover, Questa ragazza è di tutti, A piedi nudi nel parco, Butch Cassidy, La pietra che scotta, Come eravamo, La stangata, Il grande Gatsby, Il temerario, I tre giorni del Condor, Tutti gli uomini del presidente, Quell'ultimo ponte, Il cavaliere elettrico, Brubaker, Il migliore, La mia Africa, Pericolosamente insieme, Havana, I signori della truffa, In mezzo scorre il fiume, Proposta indecente, Qualcosa di personale, L'uomo che sussurrava ai cavalli, Il castello, Spy Game, In ostaggio, Il vento del perdono

- Robert Duvall ne Il padrino, Il padrino - Parte II, L'assoluzione, Caccia implacabile, Eroi per un amico, Hotel Colonial, Giorni di tuono, Geronimo, Cronisti d'assalto, Qualcosa di cui... sparlare, Una questione di famiglia, Deep Impact, Il sesto giorno, John Q, Assassination Tango, Derby in famiglia, Thank You for Smoking, Broken Trail - Un viaggio pericoloso

- Steve McQueen in Lassù qualcuno mi ama, Sacro e profano, Per favore non toccate le palline,  Soldato sotto la pioggia, Strano incontro, Cincinnati Kid, Nevada Smith, Quelli della San Pablo, Boon il saccheggiatore, Le 24 Ore di Le Mans, Getaway!, Papillon, Un nemico del popolo

- Jean-Louis Trintignant in Angelica alla corte del re, La matriarca, La mia notte con Maud, Noi due senza domani, Un uomo, una donna oggi, Metti, una sera a cena, Così dolce... così perversa, La corsa della lepre attraverso i campi, Funerale a Los Angeles, Finalmente domenica!, Spostamenti progressivi del piacere, Appuntamento con l'assassino

- Alain Delon in L'amante pura, Colpo grosso al casinò, Crisantemi per un delitto, Una Rolls-Royce gialla, L'ultimo omicidio, Tre passi nel delirio, Due sporche carogne - Tecnica di una rapina, L'ultimo giorno d'amore, La piscina, Uno dei due

- James Fox ne Il servo, Millie, Quei temerari sulle macchine volanti, La caccia, La casa Russia, Quel che resta del giorno, Cuore di tenebra, L'ostaggio, Sexy Beast - L'ultimo colpo della bestia
- Dean Jones in Quattro donne aspettano, Il fantasma del pirata Barbanera, 4 bassotti per 1 danese, Un Maggiolino tutto matto, Herbie al rally di Montecarlo, Un papero da un milione di dollari, Quello strano cane... di papà, Pistaaa... arriva il gatto delle nevi, F.B.I. - Operazione gatto
- Kevin Kline in Silverado, Grido di libertà, Un pesce di nome Wanda, Un detective... particolare, Ti amerò... fino ad ammazzarti, Bolle di sapone, Creature selvagge, In & Out, Wild Wild West

- Steve Martin in Ho sposato un fantasma, Roxanne, Due figli di..., Moglie a sorpresa, Vendesi miracolo, Agenzia salvagente, Novocaine, Jiminy Glick in Lalawood

- Warren Beatty in E il vento disperse la nebbia, L'unico gioco in città, Ishtar, Dick Tracy, Bugsy, Love Affair - Un grande amore, Bulworth - Il senatore
- Roger Moore in Toccarlo... porta fortuna, Ci rivedremo all'inferno, I 4 dell'Oca selvaggia, L'oca selvaggia colpisce ancora, La prova, I seduttori della domenica, A faccia nuda
- Giacomo Rossi Stuart in Jovanka e le altre, La leggenda di Enea, L'ultimo uomo della Terra, I diavoli di Spartivento, La vendetta di Spartacus, L'assassino fantasma, Il mio nome è Shangai Joe

- Rutger Hauer in The Hitcher - La lunga strada della paura, Furia cieca, Giochi di morte, Detective Stone, Omega Doom, Sopravvivere al gioco
- Stelvio Rosi in Diciottenni al sole, 7 eroiche carogne, Franco e Ciccio sul sentiero di guerra, La battaglia dell'ultimo panzer, Qualcosa striscia nel buio, Ancora dollari per i MacGregor
- William Shatner in Vincitori e vinti, L'oltraggio, Rotta verso la Terra, Star Trek V - L'ultima frontiera, Generazioni, Preso di mira
- Tom Skerritt ne I cacciatori del lago d'argento, ...e tutto in biglietti di piccolo taglio, Top Gun, Space Camp - Gravità zero, Fiori d'acciaio, Texas Rangers

- Gianni Garko in Maciste l'uomo più forte del mondo, I mongoli, La voglia matta, Lo irritarono... e Sartana fece piazza pulita, E continuavano a fregarsi il milione di dollari
- Giuliano Gemma in Messalina Venere imperatrice, Arrivano i titani, Maciste l'eroe più grande del mondo, I due gladiatori, La rivolta dei pretoriani
- Terence Stamp in Due occhi di ghiaccio, Al di là del desiderio, Link, Poor Cow, Fellini - Sono un gran bugiardo
- Jon Voight in Mission: Impossible, Anaconda, Heat - La sfida, U Turn - Inversione di marcia, Zoolander
- Robert Woods in 5.000 dollari sull'asso, Il mio corpo per un poker, I cannoni tuonano ancora, Zanna Bianca e il cacciatore solitario, La spacconata

- Brett Halsey in Desiderio nella polvere, Donne in cerca d'amore, Berlino: appuntamento per le spie, Roy Colt & Winchester Jack
- David Hemmings in I seicento di Balaklava, Alfredo il Grande, Frammenti di paura, Rosso nel buio
- Anthony Hopkins in The Elephant Man, In amore si cambia, Il Bounty, Dracula di Bram Stoker
- Ryan O'Neal in Driver l'imprendibile, L'evaso e la signora, Infedeli per sempre, Ma che sei tutta matta?
- Jacques Perrin in Z - L'orgia del potere, Nuovo Cinema Paradiso, La corsa dell'innocente, Ti voglio bene Eugenio
- George Segal in Qualcuno sta uccidendo i più grandi cuochi d'Europa, Giorni di gloria... giorni d'amore, Un orso chiamato Arturo, Il rompiscatole
- Martin Sheen in Quando il ramo si spezza, Viaggio senza ritorno, The Killing Box, Gospa - Il mistero di Medjiugorje
- David Soul in Appuntamento con la morte, Cancellate Washington!, Rapita, Starsky & Hutch
- Robert Wagner in I cacciatori, Detective's Story, Colpo grosso alla napoletana, Sex Crimes - Giochi pericolosi
- Michael York in Cabaret, I tre moschettieri, Assassinio sull'Orient Express, Il ritorno dei tre moschettieri

- Corey Allen in Giovani gangsters, Il dominatore di Chicago, La dolce ala della giovinezza
- James Caan in Doringo!, El Dorado, Assassinio al terzo piano
- Michael Caine in I due volti del Generale Ombra, Fuga per la vittoria, Sweet Liberty - La dolce indipendenza
- Antonio Cantafora in E Dio disse a Caino..., La badessa di Castro, La cicala
- David Carradine in America 1929 - Sterminateli senza pietà, Salvate il Gray Lady, L'uovo del serpente
- Al Cliver in ...e tu vivrai nel terrore! - L'aldilà, Laure, I padroni della città
- James Franciscus in L'ultimo treno da Vienna, Il magnate greco, Concorde Affaire '79
- Enio Girolami in Ferragosto in bikini, Caccia al marito, Un figlio d'oggi
- Mario Girotti in Divisione Folgore, Operazione terzo uomo, La feldmarescialla - Rita fugge... lui corre... egli scappa
- Gerrit Graham in Ciao America!, Hi, Mom!, Voglia di ricominciare
- William Hurt in Figli di un dio minore, Il grande odio, Lost in Space - Perduti nello spazio
- Bruce Lee in Il furore della Cina colpisce ancora, Dalla Cina con furore, L'urlo di Chen terrorizza anche l'occidente
- John Lennon in Tutti per uno, Aiuto!, Come ho vinto la guerra
- John Lithgow in Blow Out, Gioco mortale, Bigfoot e i suoi amici
- Ray Lovelock in Roma violenta, Non si deve profanare il sonno dei morti, Uomini si nasce poliziotti si muore
- Roddy McDowall in Delitto sotto il sole, Funny Lady, Fuga dal pianeta delle scimmie
- Malcolm McDowell in Tuono blu, Intrigo a Hollywood, Cuori estranei
- Tomas Milian in La notte brava, The Yards, Traffic
- Jack Nicholson in Chinatown, Il re dei giardini di Marvin, Due uomini e una dote
- Tony Randall in Un urlo nella notte, Il gioco dell'amore, Venere in pigiama
- Ivan Rassimov in La strega in amore, I vigliacchi non pregano, Roma a mano armata
- Antonio Sabato in Odio per odio, ...a tutte le auto della polizia..., 4 minuti per 4 miliardi
- Dick Sargent in Operazione sottoveste, La donna del sogno, Per soldi o per amore
- Michael Sarrazin in Sparatorie ad Abilene, Il terrore negli occhi del gatto, Le avventure e gli amori di Scaramouche
- John Saxon in Come sposare una figlia, I tre che sconvolsero il West (Vado, vedo e sparo), Joe Kidd
- Warren Stevens in Madame X, Pistole roventi, Cyborg anno 2087 - Metà uomo, metà macchina... programmato per uccidere
- Dick Van Dyke in La signora e i suoi mariti, L'incredibile furto di Mr. Girasole, Citty Citty Bang Bang (dialoghi)
- Scott Wilson in La calda notte dell'ispettore Tibbs, A sangue freddo, Ardenne '44, un inferno

- Walter Addison in Dick & Jane - Operazione furto
- John Agar in Joe Butterfly
- Alan Alda in Cambiar vita
- Bruce Alexander in Camilla e le altre
- Stanley Anderson in La giuria
- Ray Anthony in Questa notte o mai
- Hugo Arana in La storia ufficiale
- Alan Arkin in Sette volte donna, Firewall - Accesso negato
- Armand Assante in Taverna Paradiso
- William Atherton in Nessuna pietà
- Richard Attenborough in Jurassic Park, Il mondo perduto - Jurassic Park
- René Auberjonois in M*A*S*H, Hindenburg
- Bob Balaban in Ai confini della giustizia
- Victor Banerjee in Viaggio senza ritorno
- Michel Bardinet in Tecnica di un omicidio
- Patrick Bauchau in Phenomena
- Orson Bean in Salto nel buio
- Jim Belushi in Last Action Hero - L'ultimo grande eroe
- Richard Benjamin in Il mondo dei robot
- Tom Berenger in Il ritorno di Butch Cassidy & Kid
- Jacques Bergerac in Gigi
- Ken Berry in Herbie il Maggiolino sempre più matto
- James Best in Furia selvaggia - Billy Kid, 3 sul divano
- Richard Beymer in I rivoltosi di Boston, Il diario di Anna Frank
- Gunnar Björnstrand in Il posto delle fragole
- Gérard Blain in Giovani mariti
- Hugo Blanco in Texas addio
- Mark Blum in Il presidio - Scena di un crimine
- Dirk Bogarde in Il serpente
- Jean-Marc Bory in Ro.Go.Pa.G.
- Timothy Bottoms in Uragano
- Jim Bouton in Il lungo addio
- Arnold Schwarzenegger in Il gigante della strada
- Stephen Boyd in La polizia interviene: ordine di uccidere!
- Jeff Bridges in Nadine - Un amore a prova di proiettile
- Richard Briers in Frankenstein di Mary Shelley
- Douglas Bristow in Cyborg Cop II
- Jim Broadbent in Iris - Un amore vero
- Walter Brooke in Appuntamento sotto il letto
- Paul Burke in La valle delle bambole
- Donald Burton in Hudson Hawk - Il mago del furto
- Red Buttons in Il grande circo, Jean Harlow, la donna che non sapeva amare
- William Campbell in La bionda e lo sceriffo
- Harry Carey Jr. in Le frontiere dell'odio, Selvaggio west
- Keith Carradine in Due giorni senza respiro
- Jean-Pierre Cassel in Il magnate
- John Castle in L'uomo della Mancha
- George Chakiris in I re del sole
- Richard Chamberlain in Swarm, I trecento di Fort Canby
- Maury Chaykin in Balla coi lupi
- Jordan Christopher in Il ritorno dei magnifici sette
- Ho Chung Tao in Bruce Lee Supercampione
- Del Close in Occhio indiscreto
- James Coburn in L'inferno è per gli eroi
- Robert Condon in Due donne e un purosangue
- Donald Cook in Nemico pubblico
- Ronny Cox in Il campo di cipolle, Poliziotti a due zampe
- Bob Crane in Dai papà... sei una forza!
- Kenneth Cranham in The Pusher
- Richard Crenna in Sabrina
- James Cromwell in Io, robot
- Robert Culp in Una domenica a New York
- Robert Cummings in L'uomo che non sapeva amare
- Christopher Curry in Mamma, ho preso il morbillo
- Ken Curtis in La nave matta di Mister Roberts
- Tony Curtis in Piano, piano non t'agitare!
- Pierre Curzi in Il declino dell'impero americano
- Mark Damon in I morti non si contano, L'arciere di fuoco
- Vic Damone in Uno straniero tra gli angeli
- Lawrence Dane in Sottile come la morte
- Jeff Daniels in Una donna, una storia vera
- James Darren in La pelle degli eroi, Il sentiero della violenza
- Luis Dávila in ...4..3..2..1...morte
- Derrick De Marney in Giovane e innocente
- Richard Denning in Un amore splendido
- Ángel del Pozo in La resa dei conti
- Robert Desmond in La grande fuga
- George Dickerson in Velluto blu
- Bradford Dillman in Il ponte di Remagen, In amore e in guerra
- Troy Donahue in Il trapezio della vita, Il cielo è affollato
- Patrick Drury in Alla 39ª eclisse
- Peter Duchin in La vita privata di Henry Orient
- Keir Dullea in Ad ovest del Montana, Le ore nude
- Dale Dye in Virus letale
- Mark Eden in Attacco alla costa di ferro
- Anthony Eisley in I segreti di Filadelfia
- Chris Ellis in Cielo d'ottobre
- David Emge in Zombi
- John Ericson in Quaranta pistole, Passo Oregon
- André Falcon in Una donna e una canaglia, Niente di grave, suo marito è incinto
- James Farentino in Il bandito nero
- Jon Finch in Assassinio sul Nilo
- Albert Finney in Due per la strada
- Eddie Fisher in Venere in visone
- Charles B. Fitzsimons in L'ultimo urrà
- Frederic Forrest in Oltre ogni rischio
- Edward Fox in Mai dire mai
- Duncan Fraser in The Exorcism of Emily Rose
- Don Galloway in Il grande freddo
- Ganesh Kumar ne La tigre è ancora viva: Sandokan alla riscossa!
- Art Garfunkel in Conoscenza carnale
- James Garner in La ragazza che ho lasciato
- Henry Gibson in L'erba del vicino
- Lowell Gilmore in I conquistatori della Sirte
- Bernard Giraudeau in Passione d'amore
- John Glover in Professione giustiziere
- Elliott Gould in Quella notte inventarono lo spogliarello
- Julian Glover in Indiana Jones e l'ultima crociata
- El Gran Wyoming in Buñuel e la tavola di re Salomone
- Charles Grodin in Il paradiso può attendere
- Sylvester Groth in Stalingrad
- Paul Guilfoyle in Howard e il destino del mondo
- Clu Gulager in Il ritorno dei morti viventi
- Garrick Hagon in Shadow Man - Il triangolo del terrore
- Johnny Hallyday in Sciarada alla francese
- George Hamilton in Contro 4 bandiere, Il padrino - Parte III
- Murray Hamilton in Commandos
- Ed Harris in Un prete da uccidere
- Jack Hedley in Il giorno più lungo
- Lance Henriksen in Fuga da Absolom
- Buck Henry in Last Shot
- Edward Herrmann in Reds, Annie
- Howard Hesseman in Black Jack
- Michael Higgins in Il compromesso
- Arthur Hill in Il campione
- Craig Hill in Domani passo a salutare la tua vedova... parola di Epidemia
- Steven Hill in Ricche e famose
- George Hilton in Due mafiosi contro Goldginger, La battaglia del deserto
- Robert Hirsch in L'uomo che uccideva a sangue freddo
- Ian Holm in Prove apparenti
- Tim Holt in Sfida infernale
- Dennis Hopper in L'uomo che non voleva uccidere, Impiccalo più in alto
- David S. Howard in Vi presento Joe Black
- Ken Howard in Oscar - Un fidanzato per due figlie
- Ronald Howard in Assassinio sul treno
- Sherman Howard in Arma non convenzionale
- Dwayne Hickman in Cat Ballou, Bernardo, cane ladro e bugiardo
- Jim Hutton in La spiaggia del desiderio
- Derek Jacobi in Nanny McPhee - Tata Matilda
- Richard Jaeckel in Il nudo e il morto
- David Janssen in Furia indiana
- Richard Jenkins in La chiave magica
- Maurice Kaufmann in Uno sparo nel buio
- Clint Eastwood in La ballata della città senza nome
- Harvey Keitel in L'ombra del testimone
- Gene Kelly in Il pirata
- Perry King in Classe 1984
- Tommy Kirk in Un professore fra le nuvole, Professore a tuttogas
- Kris Kristofferson in Big Top Pee-wee - La mia vita picchiatella
- Martin Landau in Amanti, primedonne
- Frank Latimore in Il grande capitano
- John Phillip Law in Arrivano i russi, arrivano i russi
- Jack Lemmon in JFK - Un caso ancora aperto
- William Leslie in Soldati a cavallo
- Jerry Lewis in Il valzer del pesce freccia
- José Lifante in Le avventure e gli amori di Lazaro De Tormes
- Ray Liotta in Quei bravi ragazzi
- John Loder in Sabotaggio
- Robert Loggia in La più grande storia mai raccontata
- Keye Luke in La buona terra
- Robert F. Lyons in La legge di Murphy
- James MacArthur in Robinson nell'isola dei corsari
- John Mahoney in Frantic, Giovani, carini e disoccupati
- Lee Majors in 5 corpi senza testa, Costretto ad uccidere
- Christopher Malcolm in Labyrinth - Dove tutto è possibile
- Peter Mann in Angeli con la pistola
- Stuart Margolin in S.O.B.
- Dewey Martin in La regina delle piramidi
- Tim Matheson in Una 44 Magnum per l'ispettore Callaghan
- Kerwin Mathews in L'ammazzagiganti, Barquero
- Francis Matthews in Dracula, principe delle tenebre
- Donald May in I ragazzi di Camp Siddons
- Ian McCulloch in Contamination
- David McCallum in La grande rapina
- Neil McCallum in Le cinque chiavi del terrore
- John C. McGinley in Highlander II - Il ritorno
- Ian McKellen in Plenty, Il codice da Vinci
- Kevin McNally in La leggenda del pianista sull'oceano
- Martin Milner in Frenesia del delitto, Vertigine
- Jorge Mistral in Racconti d'estate
- James Mitchum in I giovani fucili del Texas
- Robert Modica in Uomini d'onore
- Stanko Molnar in Allonsanfàn
- Ricardo Montalbán in Il grande sentiero, 1999: conquista della Terra
- George Montgomery in La battaglia dei giganti
- Harry Morgan in Nessuno resta solo
- Patrick Mower in Per amore ho catturato una spia russa
- Jack Mullaney in Sette giorni a maggio
- Audie Murphy in Gli inesorabili
- Michael Murphy in Salvador
- Liam Neeson in Vendetta trasversale
- David Nelson in I peccatori di Peyton
- Anthony Newley in X contro il centro atomico, Il favoloso dottor Dolittle (dialoghi)
- Paul Newman in Le parole che non ti ho detto, Per amore... dei soldi
- Jan Niklas in Il colonnello Redl
- Soon-tek Oh in Agente 007 - L'uomo dalla pistola d'oro
- Terry O'Quinn in Le avventure di Rocketeer
- Michael Parks in In ascolto
- Nicholas Parsons in Assassinio a bordo
- Samy Pavel in La legge dei gangsters
- Felton Perry in RoboCop 2
- Brock Peters in L'ultimo tramonto sulla terra dei McMasters
- Noam Pitlik in Non per soldi... ma per denaro
- Christopher Plummer in Agli ordini del Führer e al servizio di Sua Maestà
- Sydney Pollack in Tootsie, La morte ti fa bella
- Nick Pryor in Il genio del cinema
- Iain Quarrier in Per favore, non mordermi sul collo!
- David Rasche in Cobra
- Gary Raymond in Gli Argonauti, La più grande storia mai raccontata
- James Rebhorn in Cara, insopportabile Tess
- Hans-Michael Rehberg in Schindler's List - La lista di Schindler
- Carl Reindel in Tora! Tora! Tora!
- Carl Reiner in Ocean's Eleven - Fate il vostro gioco, Ocean's Twelve
- Arnold Richardson in In mezzo scorre il fiume
- Manuel Rojas in Il cavaliere solitario
- Andy Romano in L'eliminatore - Eraser
- Chelcie Ross in The Gift
- Mark Rydell in L'ultima battuta
- Dennis Sallas in Ombre
- George Sanders in Confessioni di una spia nazista
- John Savage in Il cacciatore
- Joe Pesci in La vita leggendaria di Ernest Hemingway
- Arnold Schwarzenegger in Uomo d'acciaio, Il gigante della strada
- Michel Serrault in Vajont
- Harry Shannon in I razziatori
- Paul Shenar in Best Seller
- Sam Shepard in Cuore di tuono, Il rapporto Pelican
- Max Showalter in L'animale femmina
- Sonny Shroyer in Forrest Gump
- Manuel Sierra in L'anello matrimoniale
- Henry Silva in Bravados, Un cappello pieno di pioggia
- Joel Silver in Chi ha incastrato Roger Rabbit
- Stanley Simmonds in Il villaggio più pazzo del mondo
- Jeremy Slate in La brigata del diavolo
- John Smith in Waco, una pistola infallibile
- Kurtwood Smith in Verdetto finale, 2013 - La fortezza
- Josef Sommer in Silkwood
- Michael Standing in Un colpo all'italiana
- Ron Starr in Sfida nell'Alta Sierra
- Tommy Steele in Il più felice dei miliardari (dialoghi)
- John Steiner in Rappresaglia, La polizia è al servizio del cittadino?
- Paul Stewart in Quarto potere
- Merritt Stone in Il tesoro di Capitan Kidd
- Günter Strack in Il sipario strappato
- Donald Sutherland in Quella sporca dozzina, Fuoco assassino
- Yoichi Tachikawa in Il trono di sangue
- Russ Tamblyn in West Side Story
- Rod Taylor in Tutte le ragazze lo sanno, La veglia delle aquile
- Jack Thibeau in Action Jackson
- David Threlfall in Giochi di potere
- Robin Thomas in The Contender
- Tim Thomerson in L'aquila d'acciaio
- Michael Tolan in Presunto innocente
- Rip Torn in Baby Doll - La bambola viva
- François Truffaut in Effetto notte
- Robert Vaughn in Obiettivo "Brass", Renegade - Un osso troppo duro
- Alan Vint in Panico a Needle Park
- Jan Vlasák in Hostel
- Max von Sydow in Luci d'inverno, Risvegli
- Bruce Wagner in Palle d'acciaio
- Christopher Walken in Milagro, Basquiat
- J. T. Walsh in Codice d'onore, Il cliente
- Lyman Ward in I sonnambuli
- Sam Waterston in Capricorn One
- Douglass Watson in Sayonara
- Mills Watson in Charley e l'angelo
- Patrick Wayne in La battaglia di Alamo, I tre della Croce del Sud
- Dennis Weaver in Guadalcanal ora zero, Duello a El Diablo
- Jeff Weiss in Vanilla Sky
- Adam West in Geronimo!, Il sole nella stanza
- John Westbrook in La tomba di Ligeia
- Thomas Wheatley in 007 - Zona pericolo
- Steve Railsback in Barb Wire
- Stuart Whitman in Tamburi di guerra
- Clint Ritchie in Il massacro del giorno di San Valentino
- Edd Byrnes in Professionisti per un massacro
- Sammy Jackson in La tua pelle o la mia
- Ed Begley Jr. in Homicide: The Movie
- Jason Williams in Flesh Gordon - Andata e ritorno... dal pianeta Porno!
- Paul Williams in Il fantasma del palcoscenico
- Treat Williams in C'era una volta in America, Russicum - I giorni del diavolo
- Noble Willingham in Scappo dalla città 2
- Alan Young in Le meravigliose avventure di Pollicino
- Harrison Young in Salvate il soldato Ryan
- Manuel Zarzo in The Bounty Killer, Il prezzo del potere
- Anthony Zerbe in Star Trek - L'insurrezione
- Efrem Zimbalist Jr. in Il grande rischio, Testimone oculare
- Giorgio Ardisson in Morgan il pirata
- Luciano Bartoli in L'inchiesta
- Maurizio Bonuglia in Le Mans - Scorciatoia per l'inferno
- Leonardo Botta in Caterina di Russia
- Oddo Bracci in L'ultimo uomo di Sara
- Pier Paolo Capponi in Il gatto a nove code
- Enzo Cerusico in Maigret a Pigalle
- Lucio Dalla in Il santo patrono
- Carlo De Mejo in Paura nella città dei morti viventi
- Franco De Rosa in L'uomo del colpo perfetto
- Mirko Ellis in Segretissimo
- Sergio Franchi in Il segreto di Santa Vittoria
- Carlo Gaddi in I nipoti di Zorro
- Gino Lavagetto in Il prof. dott. Guido Tersilli primario della clinica Villa Celeste convenzionata con le mutue
- Gabriele Lavia in Chi sei?
- Luciano Marin in I tartassati
- Antonio Marsina in Vai gorilla
- Umberto Orsini in Città violenta
- Ugo Pagliai in Da Berlino l'apocalisse
- Giuseppe Pambieri in Squadra antifurto
- Pier Paolo Pasolini in Il gobbo
- Stefano Patrizi in Liberi armati pericolosi, Ritratto di borghesia in nero
- Tony Renis in Il Corsaro Nero
- Teo Teocoli in Il giudice e la minorenne
- Venantino Venantini in Il tormento e l'estasi, Da Corleone a Brooklyn
- Claudio Villa in Perfide ma... belle
- Voce narrante in Il piccione di piazza S. Marco

### Film d'animazione
- John Lennon in Yellow Submarine
- Giallone in Musetta alla conquista di Parigi
- Telecronista in Yogi, Cindy e Bubu
- Voce narrante ne L'incantesimo del lago
- Turasa Onewa in Bionicle: Mask of Light
- Dottore ne L'uovo
- Doc Hudson in Cars - Motori ruggenti

### Serie televisive
- David Soul in Arrivano le spose, Starsky & Hutch, Appuntamento con la morte
- James Farentino e Michael Nader (2ª voce) in Dynasty
- Roger Moore in Attenti a quei due
- William Shatner in Boston Legal
- George Segal in Alta marea
- Charles Haid in Squadra emergenza
- Michael Caine in La vera storia di Jack lo squartatore
- Philip Baker Hall in Michael Hayes
- Matt Phillips in Il profumo del potere
- Jean-Pierre Cassel in Il vagone misterioso
- John O'Hurley in Hollywood - La valle delle bambole
- Jim Hutton in Ellery Queen (1ª edizione)
- Earle Hyman ne I Robinson (2ª voce)
- Guy Williams in Zorro (1ª edizione, 1966)
- Pierre Vaneck in La piovra 3

### Soap opera e telenovelas
- Josè Maria Lopez in Perla nera, Primo amore
- Ernesto Balzi in Gloria, sola contro il mondo, La storia di Amanda
- William Grey Espy e David Hasselhoff in Febbre d'amore
- Arnaldo Andrè in Romanzo

### Cartoni animati
- Voce narrante in Kyashan - Il ragazzo androide, Ken il guerriero - La città stregata, Ken il guerriero - La tecnica proibita, Hakkenden - Il branco dei guerrieri leggendari, Alexander - Cronache di guerra di Alessandro il Grande
- Dorai in Hurricane Polimar
- Isp. Imen in Remi - Le sue avventure
- Jeffrey Robins in Gargoyles - Il risveglio degli eroi
- Wild Bill Hitchcock in Calamity Jane, leggenda del West
- Direttore del consiglio d'amministrazione scolastico in Great Teacher Onizuka
- Maestro Fuong in Futurama
- Dott. Alphonse Mephisto (1ª voce) in South Park
- Voce divina in Mao Dante

### Documentari
- Viminale - L'utima nave di Mussolini - 2004 - voce narrante
- Carl Sagan, Cosmo (all'interno del programma Rai Quark)
- Cesare Barbetti: La Voce dei Belli. Di Angelo Quagliotti e Lorenzo Bassi. Regia di Franco Longobardi (2003)

## Direzione del doppiaggio
- Cambio marito, Stanno tutti bene, Atto di forza, Misery non deve morire, Terminator 2 - Il giorno del giudizio, Malcolm X, Cliffhanger - L'ultima sfida, Last Action Hero - L'ultimo grande eroe, Seven, Spara che ti passa, Nuovo Cinema Paradiso, Una pura formalità, La belva col mitra, Ti presento un'amica, Marciando nel buio, The Reckoning - Percorsi criminali, La leggenda del pianista sull'oceano, I cavalieri che fecero l'impresa, Little Voice - È nata una stella, Surviving Picasso, Merry Christmas, Natale sul Nilo, Natale in India, Christmas in Love, Natale a Miami

## Pubblicità
- Spot Stream, Barilla, Mellin, Daewoo, Omogeneizzati Mellin, Leerdammer, Novi, INA Assitalia, Accademia del Mobile.
- Spot radiofonico cioccolato Novi.